# Richard Trautmann
Richard Trautmann, född den 7 februari 1969 i München, Tyskland, är en tysk judoutövare.
Han tog OS-brons i herrarnas extra lättvikt i samband med de olympiska judotävlingarna 1992 i Barcelona.
Han tog OS-brons igen i samma viktklass i samband med de olympiska judotävlingarna 1996 i Atlanta.